# Iuliia Djima
Iuliia Djima (n. 19 septembrie 1990, Kiev, RSS Ucraineană, URSS) este o biatlonistă ce a reprezentat Ucraina, medaliată olimpică. A participat la 3 ediții ale Jocurilor Olimpice (2014, 2018, 2022) în care a câștigat o medalie de aur.